# Nicolae Constantin
Nicolae Constantin (* 28. Mai 1925 in Ploiești, Kreis Prahova) ist ein ehemaliger rumänischer Politiker der Rumänischen Kommunistischen Partei PMR (Partidul Muncitoresc Român) und ab 1965 PCR (Partidul Comunist Român), der unter anderem von 1979 bis zur rumänischen Revolution am 22. Dezember 1989 Mitglied des Politischen Exekutivkomitees des Zentralkomitees (ZK) der PCR sowie zwischen 1987 und 1989 auch Präsident des Zentralen Parteihochschule war. Darüber hinaus war er von 1979 bis 1982 sowie erneut zwischen 1984 und 1987 Vize-Ministerpräsident.

## Leben

### Drechsler, Studium und Parteifunktionär
Constantin besuchte von 1932 bis 1939 die Grundschule und absolvierte im Anschluss eine Berufsausbildung zum Drechsler in Ploiești. Nach Beendigung der Ausbildung 1942 arbeitete er in diesem Beruf, und zwar zunächst bis Februar 1943 in der dortigen Rumänisch-Amerikanischen Raffinerie sowie anschließend zwischen Februar 1943 und Oktober 1944 in der dortigen Metallurgischen Fabrik Mârgineanca, ehe er von Oktober 1944 bis September 1950 wieder als Drechsler in der Rumänisch-Amerikanischen Raffinerie beschäftigt war. Während dieser Zeit trat er im August 1945 der damaligen Kommunistischen Partei PCR (Partidul Comunist din România) als Mitglied bei.
Im September 1950 begann Constantin ein Maschinenbaustudium am Polytechnischen Institut Bukarest, das er 1955 abschloss. Anschließend war er zunächst als Maschinenbauingenieur in der Fabrik 1 Mai in Ploiești tätig sowie anschließend von 1956 bis März 1958 als Oberingenieur im Werk für vorgefertigte Metalle, ehe er von März 1958 bis November 1959 Direktor des Werkes für Chemie- und Raffineriebau Nr. 2 Victoria war.
Während seiner Tätigkeit als Direktor des Werkes für Werften- und Ingenieurbau in Brazi von November 1959 bis zum 11. Oktober 1961 wurde er 1960 Mitglied des Büros des Parteikomitees von Ploiești und absolvierte 1961 auch ein Abendstudium im Fach Marxismus-Leninismus. Nachdem er vom 11. Oktober 1961 bis zum 13. April 1962 Sekretär für Wirtschaft im Stadtparteikomitee von Ploiești war, fungierte er zwischen dem 13. April 1962 und dem 16. Februar 1964 als stellvertretender Leiter der ZK-Abteilung für Wirtschaft, ehe er vom 16. Februar 1964 bis zum 11. November 1965 Sekretär für Wirtschaft des Parteikomitees im Kreis Hunedoara war.

### Vizeminister und Erster Sekretär im Kreis Galați
Am 11. November 1965 wurde Constantin Vizeminister für die Maschinenbauindustrie und bekleidete dieses Amt bis zum 13. Oktober 1969. Während dieser Zeit absolvierte er zudem zwischen 1965 und 1968 ein Studium an der Parteihochschule „Ștefan Gheorghiu“. Anschließend war er zwischen Oktober 1969 und 1973 Sekretär für Wirtschaft des Parteikomitees im Kreis Arad sowie danach von 1972 bis 1973 Generaldirektor des Kombinates für Fahrzeugbau (Centralei Industriale de Mașini Unelte). Daraufhin wurde er 1973 Sekretär für Wirtschaft des Parteikomitees von Bukarest sowie 1974 Präsident des Städtischen Rates für die Kontrolle der Arbeit der wirtschaftlichen und sozialen Aktivitäten von Bukarest und auch seit dem 3. Juni 1974 Mitglied des Zentralrates für die Kontrolle der Arbeit der wirtschaftlichen und sozialen Aktivitäten.
Constantin wurde anschließend am 27. Januar 1977 Erster Sekretär des Parteikomitees und Präsident des Exekutivkomitees des Volksrates im Kreis Galați und bekleidete diese Funktionen bis zum 30. Dezember 1978. Anschließend fungierte er zwischen dem 30. Dezember 1978 und dem 26. März 1979 als Vorsitzender des Beraterstabes des Präsidenten der Sozialistischen Republik Rumänien, Nicolae Ceaușescu.

### ZK-Sekretär und Vize-Ministerpräsident in der Regierung Verdeț
Danach wurde er auf dem zwölften Parteitag der PCR vom 19. bis 23. November 1979 Mitglied des ZK der PCR sowie unmittelbar auch Mitglied des Politischen Exekutivkomitees des ZK und gehörte diesem obersten Führungsgremium der Partei bis zur rumänischen Revolution am 22. Dezember 1989 und dem damit verbundenen Sturz von Nicolae Ceaușescu an. Zugleich war er seit dem 20. März 1979 auch Vizepräsident des Obersten Rates für wirtschaftliche Entwicklung. 
Weiterhin wurde er am 26. März 1979 Vize-Ministerpräsident in der Regierung von Ministerpräsident Ilie Verdeț und übte dieses Amt bis zum 22. Mai 1982 aus. Gleichzeitig fungierte er zwischen dem 30. März 1979 und dem 26. März 1981 als Präsident des Staatlichen Planungskomitees sowie seit dem 1. September 1979 auch als Präsident der Kommission von Partei und Staat für die Typisierung und Standardisierung der Wirtschaft. Darüber hinaus gehörte er seit dem 27. März 1980 als Mitglied dem Büro der Kommission von Partei und Staat für Fragen der wirtschaftlichen Zusammenarbeit und der internationalen Beziehungen an. Weiterhin war er seit dem 24. März 1981 auch Ständiger Vertreter Rumäniens im Rat für gegenseitige Wirtschaftshilfe (RGW).

### Minister, Präsident der UGSR und Vize-Ministerpräsident in der Regierung Dăscălescu
In der Regierung von Verdețs Nachfolger als Ministerpräsident, Constantin Dăscălescu, bekleidete Constantin vom 22. Mai bis zum 22. November 1982 zunächst das Amt des Ministers für Außenhandel und internationale wirtschaftliche Zusammenarbeit (Ministru al Comerțului Exterior și Cooperârii Economice Internaționale).
Nach seinem Ausscheiden aus der Regierung fungierte er zwischen dem 22. November 1982 und dem 29. September 1984 als Präsident des Zentralrates der Generalunion der Gewerkschaften in Rumänien UGSR (Uniunea Generală a Sindicatelor din România). Daneben war er seit dem 8. Dezember 1982 auch Vizepräsident des Nationalrates der arbeitenden Bevölkerung.
Im Anschluss kehrte Constantin am 29. September 1984 in die Regierung Dăscălescu zurück und bekleidete in dieser bis zum 15. April 1987 wiederum das Amt eines der Vize-Ministerpräsidenten. In dieser Funktion war er zugleich seit dem 22. Oktober 1984 Präsident des Koordinierungsrates zur Konturierung, Spezialisierung und Zusammenarbeit in der Maschinenbauindustrie und der metallurgischen Industrie. Weiterhin war er seit dem 31. Dezember 1984 auch Vizepräsident des Zentralrates für Typisierung, Standardisierung, Normierung und Qualität. Darüber hinaus gehörte er 1986 dem Exekutivbüro des Ministerrates an.
Am 25. März 1987 wurde er Präsident der Zentralen Parteikontrollkommission der PCR (Colegiul Central de Partid) und bekleidete auch diese Funktion bis zum 22. Dezember 1989.
1975 wurde Constantin erstmals Mitglied der Großen Nationalversammlung (Marea Adunare Națională) und vertrat dort bis 1980 den Wahlkreis Nr. 17 Giulești, anschließend von 1980 bis 1985 den Wahlkreis Nr. 3 Arad-Sud sowie zuletzt zwischen 1985 und 1989 den Wahlkreis Nr. 1 Galați-Est. Während seiner Parlamentszugehörigkeit war er zwischen 1975 und dem 9. Juli 1977 Mitglied des Ausschusses für Industrie sowie Wirtschafts- und Finanzaktivitäten und im Anschluss vom 9. Juli 1977 bis zum 2. April 1979 Sekretär der Großen Nationalversammlung.

### Ehrungen und Auszeichnungen
Für seine langjährigen Verdienste wurde Constantin mehrfach ausgezeichnet und erhielt unter anderem den Orden der Arbeit Dritter Klasse (Ordinul Muncii), 1981 sowie erneut 1984 den Orden 23. August Zweiter Klasse (Ordinul 23. August) sowie zuletzt 1986 den Orden 23. August Erster Klasse.